# Округ Сеџвик (Колорадо)
Сеџвик (енгл. Sedgwick County) је округ у америчкој савезној држави Колорадо. По попису из 2010. године број становника је 2.379. Седиште округа је град Џулсберг.

## Демографија
Према попису становништва из 2010. у округу је живело 2.379 становника, што је 368 (13,4%) становника мање него 2000. године.
| Група             | 2000.         | 2010.         |
| Белци             | 2.376 (86,5%) | 2.036 (85,6%) |
| Афроамериканци    | 14 (0,5%)     | 8 (0,3%)      |
| Азијати           | 21 (0,8%)     | 17 (0,7%)     |
| Хиспаноамериканци | 314 (11,4%)   | 289 (12,1%)   |
| Укупно            | 2.747         | 2.379         |